# 모용린
모용린(慕容麟, ? ~ 398년)은 중국 오호 십육국 시대 후연(後燕)의 천왕이며, 모용수(慕容垂)의 아들이자 모용보(慕容寶)의 동생이다. 황위를 참칭하였다가 포기하였기 때문에 시호는 없다.

## 생애
369년 모용수(慕容垂)가 전연(前燕)에서 전진(前秦)으로 망명할 계획을 세울 당시 우선 용성(龍城)에서 황태후와 화해하는 것을 생각했으나, 모용린이 업(鄴)으로 돌아와 모용수의 계획을 밀고함으로써 결국 모용수는 전진으로 완전히 망명하게 되었다. 이후 모용린은 조정에서 밀려나 모용량(慕容亮)이 주둔하던 사성(沙城)으로 떠났으며, 370년 형인 모용령(慕容令)이 왕맹(王猛)의 계략으로 전연으로 복귀한 뒤 용성을 점령하려 하자 모용량에게 이를 알려 용성이 함락되는 것을 막았고 결국 모용령은 섭규(涉圭)에게 살해당했다. 그 뒤 전진이 전연을 멸망킨 뒤 모용수가 부견(苻堅)을 업으로 데려와 모용린의 어머니를 사형시킨 뒤 모용린과 그대로 연을 끊어버렸지만, 비수 대전 이후 모용수가 전진으로부터 독립하려 할 당시 유용한 조언들을 제시해주어 모용수의 신뢰를 얻게 되었다.
이후 384년 모용수가 후연(後燕)을 건립한 뒤 전진의 잔여 세력들을 소탕하는 데 공헌하였으며, 그 공으로 386년 조왕(趙王)에 봉해졌다. 그 뒤 후연의 속국인 북위(北魏)의 탁발규(拓跋珪)와 함께 흉노의 유현(劉顯)을 정벌하는며 위험요소를 제거하였다. 이후 391년 모용수에게 탁발규를 중산(中山)으로 불러 중용할 것을 제안하였으나 받아들여지지 않았고, 같은 해 탁발규가 후연과 대립하게 되어 후연을 침공해오자 395년 모용수는 모용린을 모용보(慕容寶) 및 모용농(慕容農)과 함께 파견해 맞섰다. 하지만 탁발규는 모용수가 죽었다는 거짓 정보를 퍼트렸으며, 이를 전해들은 모용린의 부하 모여숭(慕輿嵩)이 모용보를 살해하고 모용린을 황제로 옹립하려 하였으나 계획이 탄로나 사형되었다. 결국 후연의 군사는 패배한 뒤 퇴각했으며, 모용보는 모용린에게 국경 수비를 맡겼으나 모용린의 자만으로 인해 모용보의 군사는 참합파(參合陂)에서 북위에 대패하였다. 결국 이로 인해 396년 모용수가 병으로 사망했으며, 모용보가 그 뒤를 이었다.
그 뒤 395년 북위의 탁발규가 모용농을 격파하고 병주(幷州)를 거쳐 중산으로 공격해오자 모용린이 수비에 나섰으나, 모용린은 방어에 치중하며 북위와 싸우지 않았다. 이후 397년 중산이 북위의 군에 의해 포위되자 모용린은 반란을 꾀했으나 실패하여 태행산(太行山)으로 도주하였고, 모용보가 중산을 버리고 계(薊)로 피신한 뒤 중산에서 모용상(慕容詳)이 스스로 후연의 황제를 자칭한 뒤 민심을 잃자 정령족(丁零)을 이끌고 모용상을 붙잡아 처형하였다. 이후 모용린은 스스로 후연의 황제를 자칭하면서 연호를 연평(延平)으로 하였으나 얼마 후 북위에 중산을 빼앗겼고, 결국 모용린은 제위를 포기하고 업의 모용덕(慕容德)에게 의탁했다. 이후 모용린은 모용덕에게 활태(滑台)로 근거지를 옮길 것을 조언했으며, 모용덕은 이를 따랐다. 그 뒤 모용린은 모용덕에게 제위에 오를 것을 권했으며 결국 모용덕은 남연(南燕)의 황제로 즉위했으나, 모용린은 반란을 획책하다 모용덕에 의해 처형되었다.

## 자녀
- 모용근(慕容根)

## 참고 문헌
- 《진서(晉書)》
- 《자치통감(資治通鑑)》